# Харун, Илья
Илья Харун (англ. Ilya Kharun; род. 7 февраля 2005, Монреаль, Квебек) — канадский пловец, двукратный бронзовый призёр Олимпийских игр 2024 года, чемпион мира на короткой воде, бронзовый призёр чемпионата мира 2025 года.

## Биография
Родился в Монреале в 2005 году. Его родители акробаты из Украины, выступавшие в Cirque du Soleil. Семья переехала на постоянное место жительства в Лас-Вегас, где родители продолжили выступления в цирке, а Илья активно занимался плаванием. Семья посчитала, что у Ильи хорошие шансы выступать за сборную Соединённых Штатов, но, поскольку у него был только канадский паспорт, Харун стал представлять сборную Канады.

## Карьера
Дебютировал за сборную Канады на чемпионате мира 2022 года на короткой воде, который состоялся в Мельбурне. Завоевал две медали, установил два мировых рекорда среди юниоров и три рекорда Канады.
На летних Олимпийских играх 2024 года в Париже завоевал две бронзовые медали на дистанциях 100 и 200 метров баттерфляем, улучшив национальный рекорд на двухсотке.